# Demons and Wizards
Об альбоме Uriah Heep см. Demons and Wizards (альбом)
Demons and Wizards (с англ. — «Демоны и Волшебники») — сайд-проект вокалиста Ханси Кюрша (Blind Guardian) и гитариста Джона Шаффера (Iced Earth) в жанре пауэр-метал.
В 2000 году Кюрш и Шаффер объединили усилия для записи одноимённого альбома Demons and Wizards, что стало также именем проекта. Название происходит от соединения «демонической» тематики Iced Earth и сказочно-волшебной Blind Guardian. Альбом был основан на поэме Джона Мильтона «Потерянный рай». В проекте приняли также участие некоторые бывшие и действующие участники Iced Earth. Благодаря этому состав группы преимущественно состоит из американцев, хотя музыка пишется в равной степени и единственным немцем, Кюршем.
В 2005 году проект снова ожил, выпустив альбом Touched by the Crimson King, вдохновлённый серией романов Стивена Кинга Тёмная башня. Были также даны несколько концертов в поддержку альбома. D&W сняли клип на песню Terror Train, в нём приняли участие все члены группы.
В феврале 2020 года группа выпускает альбом "III".
В январе 2021 года вокалист Ханси Кюрш заявил, что покидает проект в связи с участием Джона в штурме Капитолия: "Я сказал Джону и Century Media в понедельник, что немедленно ухожу из проекта Demons & Wizards ".

## Состав
- Джон Шаффер — ритм-гитара
- Бобби Джарзомбек — ударные
- Джим Моррис — соло-гитара
- Рубин Дрейк — бас-гитара

### Бывшие участники
- Марк Пратор — ударные
- Ричард Кристи — ударные (на концертах)
- Говард Хельм — клавишные, бэк-вокал
- Кэти Хельм — бэк-вокал
- Тори Фьюзон — бэк-вокал
- Джесси Морис — бэк-вокал
- Кристина Колачински — виолончель
- Ханси Кюрш — вокал

## Дискография
- Demons & Wizards (2000)
- Touched by the Crimson King (SPV 2005)
- III (2020)